# Hererolandia pearsonii
Hererolandia pearsonii (L.Bolus) Gagnon & G.P.Lewis, 2016) è una pianta della famiglia delle Fabacee, endemica della Namibia. È l'unica specie nota del genere Hererolandia.